# Liên minh ý nguyện
Thuật ngữ Liên minh ý nguyện thường đề cập đến Lực lượng Đa quốc gia - Iraq do Mỹ lãnh đạo. Lúc đầu được Tổng thống Mỹ Bill Clinton sử dụng vào tháng 6 năm 1994 liên quan đến các chiến dịch có thể xảy ra nhằm chống lại Triều Tiên, vào khoảng thời gian cao điểm của cuộc chiến chống sở hữu vũ khí hạt nhân của nước này vào năm 1994. Nó cũng đã được áp dụng cho chiến dịch của INTERFET dưới sự lãnh đạo của Úc ở Đông Timor.

## Cách sử dụng dành cho Iraq

"Liên minh ý nguyện" do Bộ Ngoại giao Mỹ đặt ra vào năm 2003.

Tháng 11 năm 2002, Tổng thống Mỹ George W. Bush, đang trên đường viếng thăm châu Âu để tham dự hội nghị thượng đỉnh NATO, đã tuyên bố rằng "nếu Tổng thống Iraq Saddam Hussein nhất quyết không chịu giải giáp, Mỹ sẽ cầm đầu một liên minh ý nguyện tới giải giới ông ta."
Chính quyền Bush đã tóm gọn việc sử dụng câu "liên minh ý nguyện" nhằm ám chỉ các nước ủng hộ, về mặt quân sự hoặc chính trị, cho cuộc tấn công Iraq năm 2003 và sự hiện diện quân sự sau này tại đất nước Iraq thời hậu chiến. Danh sách ban đầu được công bố vào tháng 3 năm 2003 bao gồm 46 thành viên. Đến tháng 4 năm 2003, danh sách này đã được cập nhật bao gồm 49 quốc gia, mặc dù đã giảm xuống còn 48 nước sau khi Costa Rica phản đối. Trong số 48 nước trong danh sách, có ba nước đóng góp quân số cho lực lượng tấn công (Anh, Úc và Ba Lan). Thêm 37 quốc gia đã cung cấp quân số để hỗ trợ các hoạt động quân sự sau khi cuộc chiến đã hoàn tất.
Danh sách các quốc gia thành viên của liên minh do Nhà Trắng cung cấp bao gồm nhiều quốc gia không có ý định tham gia vào các hoạt động quân sự thực sự. Một số nước, chẳng hạn như Quần đảo Marshall, Micronesia, Palau và Quần đảo Solomon, không có quân đội thường trực. Tuy nhiên, thông qua Hiệp ước Liên kết Tự do, công dân của Quần đảo Marshall, Palau và Liên bang Micronesia được bảo đảm địa vị hợp pháp về quốc tịch Mỹ. Các thành viên của những đảo quốc này đã triển khai thành một lực lượng liên quân Thái Bình Dương bao gồm các đơn vị dự bị người Guam, Hawaii và Samoa. Họ đã được triển khai hai lần đến Iraq. Chính phủ của một quốc gia là Quần đảo Solomon đã được Nhà Trắng liệt kê là một thành viên của liên minh, dường như không có ý thức về bất kỳ tư cách thành viên nào và nhanh chóng phủ nhận điều đó.
Vào tháng 12 năm 2008, Giáo sư Scott Althaus của trường Đại học Illinois đã báo cáo là ông biết Nhà Trắng đã sửa đổi và cho lùi thời hạn xét duyệt danh sách các nước trong liên minh. Althaus từng phát hiện một số phiên bản của danh sách đã bị xoá bỏ hoàn toàn ra khỏi hồ sơ, và số khác mâu thuẫn lẫn nhau, trái ngược với thủ tục lưu trữ các tài liệu gốc và bổ sung cho các sửa đổi và cập nhật sau này.
Đến tháng 8 năm 2009, tất cả các thành viên liên minh ngoại trừ Mỹ/Anh đã rút khỏi Iraq. Do đó, Lực lượng Đa quốc gia - Iraq đã được đổi tên và tổ chức lại thành Liên quân Mỹ - Iraq kể từ ngày 1 tháng 1 năm 2010. Do vậy Liên minh Ý nguyện đã chính thức chấm dứt.

## Chỉ trích việc sử dụng
Nhà phân tích Salon.com là Laura McClure, trong khi lưu ý về số lượng lớn viện trợ nước ngoài được chào đón để đổi lấy sự ủng hộ cuộc chiến Iraq, đã đề cập đến liên minh của ông Bush như là "Liên minh hóa đơn ". Nhà hoạt động người Anh Tariq Ali đã đưa ra luận điểm tương tự, mô tả nó như một "liên minh đồng shilling".
Tại lần tranh luận thứ hai trong cuộc bầu cử tổng thống Mỹ năm 2004, ứng cử viên Đảng Dân chủ John Kerry đã chất vấn về quy mô của liên minh khi tham gia vào cuộc xâm lược lúc ban đầu, nói rằng, "...khi chúng ta đặt chân vào đây, có ba quốc gia: Anh, Úc và Mỹ. Đó không phải là một liên minh xứng tầm. Chúng ta có thể làm tốt hơn nữa". Bush đã đáp lại bằng cách nói, "Thành thực mà nói, ông đã bỏ sót Ba Lan.  Và giờ đây có tới 30 quốc gia tham gia, đứng cạnh quân đội Mỹ của chúng ta". Cụm từ "You forgot Poland" (ông đã bỏ sót Ba Lan) về sau đã trở thành một sự châm biếm tức thời với nhận thức rằng hầu hết các thành viên của liên minh chẳng đóng góp được gì nhiều vào nỗ lực chiến tranh so với ba đồng minh chính. Đa phần dân chúng ở các nước thành viên, theo các nhà quan sát, đều không ủng hộ nỗ lực tham gia của nước mình.
Thượng nghị sĩ Mỹ Robert Byrd, về sau là Đảng viên Dân Chủ thuộc Ủy ban phân bổ ngân sách Thượng viện Hoa Kỳ, có nhắc đến liên minh này bằng chữ viết tắt COW, bày tỏ mối quan ngại của ông rằng nước Mỹ đang bị "vắt sữa" hệt như một "con bò hái ra tiền". Một thành viên Nghị viện Canada, Carolyn Parrish, đã gọi sự ủng hộ của Canada đối với chương trình phòng thủ tên lửa quốc gia của Mỹ là "Liên minh những kẻ ngốc".
Trong cuốn Dude, Where's My Country?, Michael Moore lập luận chính ý tưởng về một "liên minh ý nguyện" là không chính xác. Ông cũng lưu ý rằng hầu hết các quốc gia đóng góp quân số cho liên minh là các nước nhỏ mà thực tế chẳng có mấy ảnh hưởng về mặt kinh tế, và phần đông dân chúng các nước này đều phản đối cuộc chiến Iraq.